# Santa Helena (Maranhão)
Santa Helena is een gemeente in de Braziliaanse deelstaat Maranhão. De gemeente telt 35.472 inwoners (schatting 2009).